# Sound + Vision
| Recensione    | Giudizio |
| ------------- | -------- |
| AllMusic      |          |
| Rolling Stone |          |
| Sputnikmusic  |          |

Sound + Vision è un box set antologico dell'artista inglese David Bowie pubblicato dalla Rykodisc nel 1989.
A metà degli anni ottanta gli album di David Bowie pubblicati dalla RCA Records, da Space Oddity a Scary Monsters (and Super Creeps), vennero cancellati dalla produzione in risposta al mancato rinnovo del contratto. Nel 1989 il cantante negoziò un nuovo programma di ristampe con la Rykodisc, una giovane etichetta discografica indipendente che distribuiva negli Stati Uniti esclusivamente su CD, e come teaser per la campagna di riedizioni venne deciso di pubblicare questo cofanetto retrospettivo che ripercorreva la sua carriera dal 1969 al 1980.
Sound + Vision uscì nell'autunno del 1989 negli Stati Uniti, anche se fu ampiamente importato in Gran Bretagna e venne accolto positivamente dalla stampa specializzata in quanto a forma e contenuto, aggiudicandosi anche un Grammy per il miglior design. Il magazine Rock & Roll Disc scrisse «Basta dire che la qualità del suono farà provare un orgasmo alle vostre orecchie».
Il titolo del box set dette anche il nome al tour promozionale che Bowie portò in tutto il mondo a partire dal 4 marzo 1990. Dopo la prima parte dell'esperienza con i Tin Machine, il Sound+Vision Tour dette di nuovo la possibilità ai fan del cantante inglese di riascoltare dal vivo i suoi successi.
Nel 2003 Sound + Vision venne nuovamente distribuito dalla EMI/Virgin, stavolta anche in Europa, in una versione ampliata che includeva materiale fino al 1997.

## Le diverse edizioni
Il box set è stato distribuito in due edizioni differenti:
- L'edizione Rykodisc del 1989 consisteva in 3 CD, un Video CD e un libretto di 72 pagine. Venne distribuita anche in vinile (6 LP) e musicassetta (3 cassette) e fu accompagnata da una seconda versione limitata a 350 copie, con un certificato di autenticità autografato da David Bowie. Nel 1994 venne pubblicata una terza versione, identica alla prima ma con il Video CD sostituito da un CD-ROM. Nell'ultima versione del 1995 anche il CD-ROM venne eliminato.
- La riedizione EMI/Virgin del 2003 consisteva in 4 CD, accompagnati da un poster, e venne ristampata dalla Parlophone nel 2014.

## Contenuti
Sound + Vision non rappresentò semplicemente una raccolta di greatest hits del periodo 1969-1980 di David Bowie e il suo punto di forza fu soprattutto la presenza di rarità, versioni live o alternative a quelle originali e brani mai pubblicati in precedenza. A questo bisogna aggiungere il fatto che il box set non includeva molti brani considerati dei classici dell'artista inglese, da Life on Mars? a Fame, Golden Years, "Heroes" e Let's Dance per citarne alcuni.
Tra le principali "attrattive" vanno considerati il demo acustico di Space Oddity registrato nel 1969 con il chitarrista John Hutchinson, la cosiddetta "Sax Version" di John, I'm Only Dancing incisa nel 1973 e quella di Rebel Rebel uscita come 45 giri negli Stati Uniti, con Bowie che suona chitarra, basso e batteria.
Nel Video CD dell'edizione originale, sottotitolato Sound + Vision Plus, erano incuse tre tracce audio registrate dal vivo il 1 ottobre 1972 a Boston, durante lo Ziggy Stardust Tour, e il videoclip di Ashes to Ashes.
Nella riedizione del 2003 venne aggiunto nuovo materiale che ampliò il periodo considerato fino al 1997. Oltre a tracce estratte dall'EP Baal del 1982 e dalla colonna sonora The Buddha of Suburbia vennero inclusi diversi brani eseguiti con i Tin Machine e due remix inediti di Nite Flights e Pallas Athena, entrambe da Black Tie White Noise. Alcune delle tracce già presenti nell'edizione originale furono inoltre sostituite da versioni alternative.

### Gli inediti
Oltre al demo di Space Oddity del 1969, Sound + Vision è degno di nota per la presenza di altri quattro brani inediti, due dei quali esclusivi di questo box set.
London Bye Ta-Ta - La prima versione venne registrata il 12 marzo 1968 negli studi della Decca Records ed era prevista come lato B di In the Heat of the Morning prima che il singolo venisse bocciato. Il master andò perduto e il 13 maggio ne fu presentata una nuova interpretazione nella sessione BBC registrata per il programma Top Gear, inclusa nel 2000 in Bowie at the Beeb. Secondo il manager Kenneth Pitt, il titolo e il testo derivavano dal dialetto delle Indie occidentali che il cantante aveva udito per caso alla Victoria Station da una famiglia in partenza, mentre la melodia era stata presa da Threepenny Pierrot, brano dello spettacolo teatrale Pierrot in Turquoise di Lindsay Kemp e interpretato da David nello stesso periodo. Nel gennaio 1970 Bowie incise di nuovo la canzone con l'intenzione di pubblicarla come 45 giri dopo Space Oddity e la eseguì a Cairngorm Sky Night della scozzese Grampian Television. Dopo una nuova sessione BBC registrata il 5 febbraio per The Sunday Show scelse però di rimpiazzarla con The Prettiest Star. Dopo Sound + Vision è stata inclusa nei bonus disc della riedizione di Space Oddity del 2009 e di David Bowie del 2010. Nel 2016, in occasione della tappa italiana della mostra retrospettiva David Bowie Is al MAMbo di Bologna è stato distribuito un singolo in edizione limitata di Ragazzo solo, ragazza sola con London Bye Ta-Ta come lato B.
1984/Dodo - Il brano che prende il titolo dal romanzo di George Orwell e che nel 1974 avrebbe fatto parte di Diamond Dogs nacque come parte del medley con Dodo, intitolata in origine You Didn't Hear It From Me, in cui una melodia briosa accompagna un testo intriso di paranoia, totalitarismo e lavaggio del cervello. Il medley era stato composto l'anno precedente per il progettato adattamento teatrale del testo di Orwell e fu eseguito dal vivo per la prima e unica volta al Marquee Club di Londra nello spettacolo The 1980 Floor Show, trasmesso negli Stati Uniti dalla NBC il 16 novembre 1973. Una più elaborata versione in studio fu incisa nello stesso periodo ai Trident Studios di Londra ed è quella presente nel box set. In seguito, durante le sessioni di Diamond Dogs Bowie "separò" i due brani e solo 1984 finì nell'album mentre Dodo venne eseguita in un duetto con la cantante scozzese Lulu. L'idea di pubblicarla come 45 giri venne accantonata e questa versione è stata poi inclusa dalla Rykodisc nella riedizione di Diamond Dogs del 1990.
After Today - Nell'agosto 1974, durante le sessioni di Young Americans furono incise due versioni di questo brano ai Sigma Sound Studios di Filadelfia. «C'era un'altra incisione completamente differente», ha confermato Jeff Rougvie della Rykodisc, «molto lenta, una sorta di ballata soul», ma per il box set venne scelta la vivace versione disco contraddistinta dalla voce in falsetto di Bowie. After Today non è più stata pubblicata in seguito.
It's Hard to Be a Saint in the City - Nel 1979, durante uno special su BBC Radio 1 David Bowie disse: «Dopo aver ascoltato questa traccia non presi più la metropolitana... si intitola Saint in the City... mi ha davvero spaventato a morte». La cover del brano di Bruce Springsteen, ultima traccia dell'album di esordio Greetings from Asbury Park, N.J., venne registrata durante le sessioni di Young Americans in occasione delle quali David Bowie ricevette tra l'altro la visita del cantautore statunitense. «Io ero completamente fuori di testa, non riuscivo assolutamente a comunicare con lui», ricordava anni dopo, «mi sembrava quasi di leggere nei suoi pensieri "Chi è questo strano tipo?", mentre io pensavo "Cosa posso dire alla gente normale?"... una vera e propria impasse». Anche se nel box set è riportato che la registrazione risale alle sessioni di Station to Station del 1975, durante le quali è probabile che sia stata reincisa, alcune fonti sostengono che la versione presente è effettivamente quella del 1974 che produsse anche After Today. In seguito è comparsa nella raccolta The Best of David Bowie 1974/1979.

## Tracce
Testi e musiche di David Bowie, tranne dove diversamente indicato.
CD 1 (Sound + Vision I)
1. Space Oddity (demo inedito, 1969) – 5:09
2. Wild Eyed Boy from Freecloud (versione 45 giri, lato B di Space Oddity, 1969) – 4:50
3. The Prettiest Star (versione 45 giri, 1970) – 3:11
4. London Bye Ta-Ta (inedita, 1970) – 2:35
5. Black Country Rock (da The Man Who Sold the World, 1970) – 3:33
6. The Man Who Sold the World (da The Man Who Sold the World, 1970) – 3:56
7. The Bewlay Brothers (da Hunky Dory, 1971) – 5:22
8. Changes (da Hunky Dory, 1971) – 3:35
9. Round and Round (lato B di Drive-In Saturday, 1973) – 2:41 (Chuck Berry)
10. Moonage Daydream (da The Rise and Fall of Ziggy Stardust and the Spiders from Mars, 1972) – 4:39
11. John, I'm Only Dancing ("Sax Version", 1973) – 2:43
12. Drive-In Saturday (da Aladdin Sane, 1973) – 4:30
13. Panic in Detroit (da Aladdin Sane, 1973) – 4:25
14. Ziggy Stardust (live) (da Ziggy Stardust - The Motion Picture, 1983; registrata nel 1973) – 3:16
15. White Light/White Heat (live) (da Ziggy Stardust - The Motion Picture, 1983; registrata nel 1973) – 3:57 (Lou Reed)
16. Rock 'n' Roll Suicide (live) (da Ziggy Stardust - The Motion Picture, 1983; registrata nel 1973) – 4:30

CD 2 (Sound + Vision II)
1. Anyway, Anyhow, Anywhere (da Pin Ups, 1973) – 3:08 (Roger Daltrey, Pete Townshend)
2. Sorrow (da Pin Ups, 1973) – 2:53 (Bob Feldman, Jerry Goldstein, Richard Gottehrer)
3. Don't Bring Me Down (da Pin Ups, 1973) – 2:05 (Johnnie Dee)
4. 1984/Dodo (inedita, 1973) – 5:29
5. Big Brother (da Diamond Dogs, 1974) – 3:21
6. Rebel Rebel (versione 45 giri USA, 1974) – 3:01
7. Suffragette City (live) (da David Live, 1974) – 3:50
8. Watch That Man (live) (da David Live, 1974) – 5:07
9. Cracked Actor (live) (da David Live, 1974) – 3:30
10. Young Americans (da Young Americans, 1975) – 5:12
11. Fascination (da Young Americans, 1975) – 5:45 (D. Bowie, Luther Vandross)
12. After Today (inedita, registrata durante le sessioni di Young Americans, 1975) – 3:50
13. It's Hard to Be a Saint in the City (inedita, registrata durante le sessioni di Station to Station, 1975) – 3:49 (Bruce Springsteen)
14. TVC 15 (da Station to Station, 1976) – 5:31
15. Wild Is the Wind (da Station to Station, 1976) – 5:58 (Dimitri Tiomkin, Ned Washington)

CD 3 (Sound + Vision III)
1. Sound and Vision (da Low, 1977) – 3:05
2. Be My Wife (da Low, 1977) – 2:57
3. Speed of Life (da Low, 1977) – 2:47
4. Helden (versione in lingua tedesca di "Heroes" del 1977, remix del 1989) – 3:39 (D. Bowie, Brian Eno)
5. Joe the Lion (da "Heroes", 1977) – 3:07
6. Sons of the Silent Age (da "Heroes", 1977) – 3:19
7. Station to Station (live) (da Stage, 1978) – 8:50
8. Warszawa (live) (da Stage, 1978) – 6:52 (D. Bowie, B. Eno)
9. Breaking Glass (live) (da Stage, 1978) – 3:35 (D. Bowie, Dennis Davis, George Murray)
10. Red Sails (da Lodger, 1979) – 3:45 (D. Bowie, B. Eno)
11. Look Back in Anger (da Lodger, 1979) – 3:07 (D. Bowie, B. Eno)
12. Boys Keep Swinging (da Lodger, 1979) – 3:18 (D. Bowie, B. Eno)
13. Up the Hill Backwards (da Scary Monsters (and Super Creeps), 1980) – 3:15
14. Kingdom Come (da Scary Monsters (and Super Creeps), 1980) – 3:44 (Tom Verlaine)
15. Ashes to Ashes (da Scary Monsters (and Super Creeps), 1980) – 4:23

Video CD (Sound + Vision Plus)
1. John, I'm Only Dancing (live alla Boston Music Hall, 1 ottobre 1972) – 2:40
2. Changes (live alla Boston Music Hall, 1 ottobre 1972) – 3:20
3. The Supermen (live alla Boston Music Hall, 1 ottobre 1972) – 2:43
4. Ashes to Ashes (videoclip promozionale) – 3:34

### Riedizione EMI/Virgin del 2003
Le tracce 2, 4 e 9 del CD 1 e le tracce 8 e 9 del CD 2 sono versioni differenti da quelle dell'edizione 1989.
Le tracce dalla 10 alla 17 del CD 3 e tutte quelle del CD 4 sono esclusive di questa edizione.
Le tracce dalla 3 alla 8 del CD 4 sono accreditate ai Tin Machine.
CD 1
1. Space Oddity
2. Wild Eyed Boy from Freecloud (con introduzione parlata)
3. The Prettiest Star
4. London Bye Ta-Ta (mix stereo inedito)
5. Black Country Rock
6. The Man Who Sold the World
7. The Bewlay Brothers
8. Changes
9. Round and Round (traccia vocale differente) (C. Berry)
10. Moonage Daydream
11. John, I'm Only Dancing
12. Drive-In Saturday
13. Panic in Detroit
14. Ziggy Stardust (live)
15. White Light/White Heat (live) (L. Reed)
16. Rock 'n' Roll Suicide (live)
17. Anyway, Anyhow, Anywhere (R. Daltrey, P. Townshend)
18. Sorrow (B. Feldman, J. Goldstein, R. Gottehrer)
19. Don't Bring Me Down (J. Dee)

CD 2
1. 1984/Dodo
2. Big Brother
3. Rebel Rebel
4. Suffragette City (live)
5. Watch That Man (live)
6. Cracked Actor (live)
7. Young Americans
8. Fascination (mix alternativo) (D. Bowie, L. Vandross)
9. After Today (mix alternativo)
10. It's Hard to Be a Saint in the City (B. Springsteen)
11. TVC 15
12. Wild Is the Wind (D. Tiomkin, N. Washington)
13. Sound and Vision
14. Be My Wife
15. Speed of Life
16. Helden (D. Bowie, B. Eno)
17. Joe the Lion
18. Sons of the Silent Age

CD 3
1. Station to Station (live)
2. Warszawa (live) (D. Bowie, B. Eno)
3. Breaking Glass (live) (D. Bowie, D. Davis, G. Murray)
4. Red Sails (D. Bowie, B. Eno)
5. Look Back in Anger (D. Bowie, B. Eno)
6. Boys Keep Swinging (D. Bowie, B. Eno)
7. Up the Hill Backwards
8. Kingdom Come (T. Verlaine)
9. Ashes to Ashes
10. Baal's Hymn (da Baal, 1982) – 4:00 (Kurt Weill)
11. The Drowned Girl (da Baal, 1982) – 2:24 (Bertolt Brecht, K. Weill)
12. Cat People (Putting Out Fire) (da Cat People Original Soundtrack, 1982) – 6:41 (D. Bowie, Giorgio Moroder)
13. China Girl (da Let's Dance, 1983) – 5:32 (D. Bowie, Iggy Pop)
14. Ricochet (da Let's Dance, 1983) – 5:14
15. Modern Love (live) (versione 45 giri, 1983) – 4:47
16. Loving the Alien (da Tonight, 1984) – 7:10
17. Dancing with the Big Boys (da Tonight, 1984) – 3:34 (D. Bowie, I. Pop, C. Alomar)

CD 4
1. Blue Jean (da Tonight, 1984) – 3:10
2. Time Will Crawl (da Never Let Me Down, 1987) – 4:18
3. Baby Can Dance (da Tin Machine, 1989) – 4:57
4. Amazing (da Tin Machine, 1989) – 3:04 (D. Bowie, Reeves Gabrels)
5. I Can't Read (da Tin Machine, 1989) – 4:54 (D. Bowie, R. Gabrels)
6. Shopping for Girls (da Tin Machine II, 1991) – 3:44 (D. Bowie, R. Gabrels)
7. Goodbye Mr. Ed (da Tin Machine II, 1991) – 3:24 (D. Bowie, Tony Sales, Hunt Sales)
8. Amlapura (da Tin Machine II, 1991) – 3:46 (D. Bowie, R. Gabrels)
9. You've Been Around (da Black Tie White Noise, 1993) – 4:45 (D. Bowie, R. Gabrels)
10. Nite Flights (Moodswings Back to Basics remix radio edit) (versione inedita, da Black Tie White Noise, 1993) – 4:35 (Scott Engel)
11. Pallas Athena (Gone Midnight Mix) (versione inedita su CD, da Black Tie White Noise, 1993) – 4:21
12. Jump They Say (da Black Tie White Noise, 1993) – 4:22
13. The Buddha of Suburbia (da The Buddha of Suburbia, 1993) – 4:28
14. Dead Against It (da The Buddha of Suburbia, 1993) – 5:48
15. South Horizon (da The Buddha of Suburbia, 1993) – 5:26
16. Pallas Athena (live) (lato B di Seven Years in Tibet, 1997) – 8:18

## Classifiche e riconoscimenti
| Paese         | Anno | Posizione | Classifica                     |
| ------------- | ---- | --------- | ------------------------------ |
| Belgio        | 2014 | 89        | Ultratop 50 Singles (Fiandre)  |
| Belgio        | 2016 | 96        | Ultratop 50 Singles (Vallonia) |
| Nuova Zelanda | 2016 | 9         | RIANZ                          |
| Regno Unito   | 2014 | 63        | Official Albums Chart          |
| Stati Uniti   | 1989 | 97        | Billboard 200                  |

Sound + Vision è stato certificato disco di platino nel Regno Unito il 1 marzo 1990 e disco d'oro negli Stati Uniti il 7 novembre 1995.
Nel 1990 si è aggiudicato il Grammy Award nella categoria "Best Album Package", assegnato a Roger Gorman per il design del box set. Anche la rivista Rolling Stone ne sottolineò l'alto livello definendolo "un promettente precursore" per l'imminente riedizione in CD del catalogo di David Bowie da parte della Rykodisc.